# 大石村 (埼玉県)
大石村（おおいしむら）は、埼玉県北足立郡にあった村。現在の上尾市北西部（一部は桶川市）にあたる。
大石の名は、この地域が大谷領および石戸領に属していたことにちなむ。北足立郡では最も広い面積を持つ村であった。

## 地理
- 河川 - 荒川、鴨川、江川・逆川・長堀

### 隣接していた自治体
（括弧内は現在の自治体）
- 北足立郡
  - 上尾町（上尾市）
  - 平方町（上尾市）
  - 大谷村（上尾市）
  - 上平村（上尾市）
  - 桶川町（桶川市）
  - 川田谷村（桶川市）
- 比企郡
  - 川島村（川島町）

## 歴史
- 1869年（明治2年）

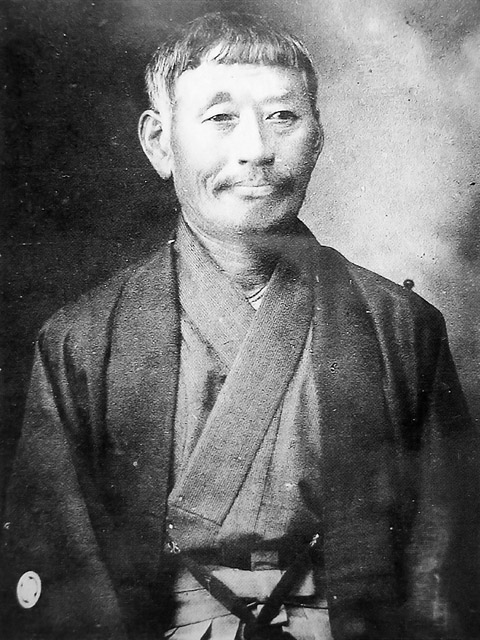
大石村初代村長の新藤慶之助

  - 1月 - 村域は廃藩置県により、大宮県に所属。
  - 9月 - 大宮県が浦和県に改称。
- 1871年（明治4年）11月14日 - 浦和県が忍県・岩槻県と合併し、埼玉県が誕生。
- 1872年（明治5年）3月 - 大区小区制施行により第18区（井戸木村・中分村・藤波村・領家村）および第19区に属す[4][5]。
- 1889年（明治22年）4月1日 - 町村制施行に伴い、小泉村連合に属していた畔吉村・石戸領領家村・井戸木村・沖ノ上村・小泉村・小敷谷村・中妻村・中分村・藤波村・弁財村の区域をもって大石村が発足[2]。名称は大谷領と石戸領の頭文字をとって大石村とした[1][3]。役場を大字小泉96番地の旧戸長宅を改修して同年6月10日に設置[6][2]。旧戸長宅には大石小学校も併設されていた。初代村長に小泉村連合戸長であった新藤慶之助が就任。合併時は人口3,626人、戸数は587戸。
- 1900年（明治33年） - 平方との境に荒川の八塚堤防が築かれる[7]。
- 時期不明（明治末期〜大正初期） - 役場を大石小学校（大字小泉745番地）の校地の南隅に移転する[6][注釈 1]。
- 1915年（大正4年）12月16日 - 役場新築委員会が開催される。同月21日に用地の借り入れを決定する。
- 1918年（大正7年）5月30日 - 役場の庁舎が農協の敷地内（大字小泉958-959番地）に竣工され、移転する[6]。
- 1921年（大正10年）7月 - 村内で腸チフスが蔓延し、死者25人罹患者107人の被害が出る。「全滅に瀕している窒扶斯の大石村」などと新聞で連日報じられる[8][9]。
- 1922年（大正11年）3月 - 村政改革運動により村長の排斥運動が起こり、29日辞表を提出し辞任する[10]。
- 1923年（大正12年）9月 - 関東大震災が発生、村内では全壊家屋9戸、一部損壊家屋200戸以上、樋管破損1箇所の被害を出した[11]。
- 1923年（大正13年）7月15日 - 平方村の「川越上尾線」より北上し、村内を経由して桶川町に至る村内の道路を「平方桶川線」（路線番号226、現在の埼玉県道57号さいたま鴻巣線の前身）として県道に編入する[12]。なお、この県道は1960年（昭和35年）9月1日「県道66号井戸木中野林浦和線」に改称されている[13]。
- 1941年（昭和16年） - 大字中分186番地の場所に「大石村役場」（後の大石支所）が県道[注釈 2]を隔てた農協敷地内より移転する[6]。
- 1943年（昭和18年）1月 - 上尾町の実行委員は大石村ほか平方町・大谷村に上尾町へ合併の交渉を行なったが[14]、結果は不調に終わった[15]。
- 1945年（昭和20年）4月 - 初旬ごろ飛来したB-29が投下した小型爆弾十数発が畔吉地内の桑畑に着弾、長さおよそ200メートルに渡りすり鉢状の大穴を複数空けたが、人的被害はなかった[16]。
- 1948年（昭和23年）
  - 2月5日 - 大宮地区警察署（自治体警察）平方巡査部長派出所の監督区域に指定される[17]。
  - 4月1日 - 大石村役場職員組合が結成される[18]。
  - 5月10日 - 大石農業協同組合が小泉747-4の場所に設立される[19]。
- 1954年（昭和29年）10月25日 - 大字井戸木における境界変更に関する陳情書が大石村より旧上尾町の町長宛に提出する[20]。

- 1955年（昭和30年）1月1日 - 町村合併促進法の施行に伴い、上尾町・平方町・原市町・大谷村・上平村と新設合併し、改めて上尾町が発足[21]。大石村消滅。大字は上尾町へ継承された。
- 1956年（昭和31年）
  - 4月1日 - 旧村域に属する大字井戸木字後が上尾町から分離し、桶川町に編入される[22][23]。翌日には桶川町大字井戸木字後の一部が再び上尾町に編入されている[22][23]。

## 歴代村長
| 代           | 氏名         | 就任年月日                 | 退任年月日                 | 備考                     |
| ------------ | ------------ | -------------------------- | -------------------------- | ------------------------ |
| 初代村長     | 新藤慶之助   | 1889年（明治22年）5月8日   | 1893年（明治26年）4月3日   |                          |
| 二代村長     | 新藤慶之助   | 1893年（明治26年）4月      | 1896年（明治29年）3月25日  | 就任日は不明             |
| 三代村長     | 矢部定右衛門 | 1897年（明治30年）12月19日 | 1901年（明治34年）2月19日  |                          |
| 四代村長     | 新藤慶之助   | 1901年（明治34年）8月8日   | 1905年（明治38年）8月7日   |                          |
| 五代村長     | 新藤慶之助   | 1905年（明治38年）8月8日   | 1909年（明治42年）8月7日   |                          |
| 六代村長     | 河原塚金次   | 1909年（明治42年）8月12日  | 1913年（大正2年）8月11日   |                          |
| 七代村長     | 河原塚金次   | 1913年（大正2年）8月15日   | 1915年（大正4年）5月24日   |                          |
| 八代村長     | 矢部定二郎   | 1915年（大正4年）6月9日    | 1919年（大正8年）6月8日    |                          |
| 九代村長     | 矢部定二郎   | 1919年（大正8年）6月23日   | 1920年（大正9年）1月27日   |                          |
| 十代村長     | 榎本丹宮     | 1920年（大正9年）3月4日    | 1922年（大正11年）3月27日  |                          |
| —            | 井上弥吉     | 1922年（大正11年）3月28日  | 1922年（大正11年）5月2日   | 村長代理                 |
| 十一代村長   | 矢部家治     | 1922年（大正11年）7月21日  | 1923年（大正12年）4月28日  |                          |
| 十二代村長   | 井上弥吉     | 1923年（大正12年）5月23日  | 1923年（大正12年）9月13日  |                          |
| 十三代村長   | 藤波森吉     | 1923年（大正12年）9月13日  | 1925年（大正14年）5月22日  |                          |
| 十四代村長   | 関口忠平     | 1925年（大正14年）11月27日 | 1929年（昭和4年）11月26日  |                          |
| 十五代村長   | 小山清作     | 1929年（昭和4年）12月28日  | 1933年（昭和8年）12月27日  |                          |
| 十六代村長   | 関口忠平     | 1937年（昭和12年）2月27    | 1941年（昭和16年）2月26日  |                          |
| 十七代村長   | 篠田菊之助   | 1941年（昭和16年）3月25日  | 1945年（昭和20年）3月24日  |                          |
| 十八代村長   | 関口忠平     | 1945年（昭和20年）4月26日  | 1946年（昭和21年）3月31日  |                          |
| 十九代村長   | 加藤道明     | 1946年（昭和21年）5月24    | 1947年（昭和22年）1月23日  |                          |
| 二十代村長   | 榎本正治     | 1947年（昭和22年）4月11日  | 1947年（昭和22年）12月31日 | 地方自治法施行後初の村長 |
| 二十一代村長 | 市川平一     | 1948年（昭和23年）3月10日  | 1948年（昭和23年）10月28日 |                          |
| 二十二代村長 | 藤波一朔     | 1948年（昭和23年）12月23日 | 1952年（昭和27年）12月22日 |                          |
| 二十三代村長 | 藤波一朔     | 1952年（昭和27年）12月23日 | 1954年（昭和29年）12月31日 |                          |

※ 以上出典は『上尾百年史』172-173頁および187頁。